# NGC 5059
NGC 5059 је спирална галаксија у сазвежђу Девица која се налази на NGC листи објеката дубоког неба.
Деклинација објекта је + 7° 50' 41" а ректасцензија 13h 16m 58,4s. Привидна величина (магнитуда) објекта NGC 5059 износи 14,9 а фотографска магнитуда 15,6. NGC 5059 је још познат и под ознакама UGC 8344, CGCG 44-50, FGC 1589, PGC 46244.